# عسکر سیمیتقو
اصغر سمکو یا اصغر سمیتکو که به اشتباه در نسخه‌های ترکی بعنوان عسکر یا عسگر سمیتقو شناخته شده است، (به کردی:Esker Simitko / ئه‌سغه‌ر سمکۆ - ئه‌سغه‌ر سمیتکۆ / Esqer Simko) (متولد ۱۹۵۳، ارومیه - درگذشته ۲۸ ژانویه ۱۹۹5، استانبول) از کوردهای ڕۆژهه‌ڵات؛ کوردستان شرقی ساکن ترکیه یکی از فعالان سیاسی کورد بود. پس از مرگ، برای بستن پرونده به او تهمت قاچاق مواد مخدر و جاسوسی برای حکومت ایران وسازمان میت ترکیه را زدند.

## زندگی‌نامه
اصغر سمکو از کوردهای شرق کوردستان (ایران) بود که در شهر ارومیه متولد شد. سیمیتکو به همراه پدرش از سپتامبر ۱۹۸۵ در ترکیه ساکن شد و با اعضای سازمان بارزانی ارتباط پیدا کرد. او همچنین از اعضای سابق حزب دموکرات کردستان ایران بوده است. او به همراه لازم اسماعیلی که او نیز در همان سال ۱۹۹۵ کشته شد فعالیت‌های سیاسی داشتند. اصغر سمیتکو و لازم اسماعیلی در ۱۴ ژانویه ۱۹۹5 ساعت ۰۳:۳۰ صبح، در کشور ترکیه توسط نیروهای لباس شخصی سازمان میت ترکیه با همکاری سازمان اطلاعات جمهوری اسلامی ایران ربوده شدند. مدتی بعد، جنازه آنها را در حالی یافتند که آثار شکنجه شدید بر روی آن مشهود بود و گوشها بریده شده بودند.